# 林堡乡
林堡乡，是中华人民共和国河北省保定市蠡县下辖的一个乡镇级行政单位。

## 行政区划
林堡乡下辖以下地区：
林堡村、东营村、西营村、王辛庄村、孙庄村、宋家庄村和杨马庄村。